# Goyescas

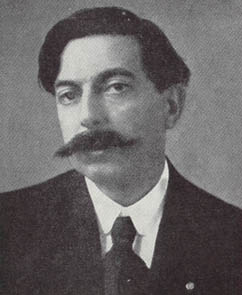
Enrique Granados - Fotografía anterior a 1900

Goyescas, subtitulada Los majos enamorados (Los galanes enamorados) es una suite para piano de Enrique Granados, compuesta en 1911 y considerada la obra maestra del compositor. Su nombre hace referencia a la obra del pintor Francisco de Goya, de quien Granados era un gran admirador. Sin embargo, no existe una correspondencia exacta entre cada una de las piezas y un cuadro del pintor en particular; más bien la obra trata de describir una atmósfera, y no de hacer una descripción musical de unas escenas concretas. 

## Historia de la obra
La obra consta de dos cuadernos y seis piezas que en conjunto tienen una duración de alrededor de una hora. Granados empezó la composición en 1909. El mismo compositor estrenó el primer cuaderno en el Palacio de la Música Catalana de Barcelona el 11 de marzo de 1911. El segundo cuaderno vio la luz en diciembre de 1911, y fue estrenado en la Sala Pleyel de París el 4 de abril de 1914.
Granados compuso una séptima pieza, El pelele (subtitulada Escena goyesca), que sí tiene correspondencia exacta con un cuadro del pintor, la cual nunca fue añadida al conjunto inicial, a pesar de que habitualmente se interpreta unida a Goyescas. El mismo Granados la estrenó en el Teatro Principal de Tarrasa el 29 de marzo de 1914.
- Los requiebros (Los cumplimientos)
- Coloquio en la reja (Diálogo a la reja)
- El fandango de candil (Fandango "de candil")
- Quejas, o la maja y el ruiseñor (Quejas, o la joven y el ruiseñor)
- El Amor y la muerte (Balada) (Balada del amor y de la muerte)
- Epílogo: Serenata del espectro (Epílogo: Serenata del espectro)

Enrique Granados también compuso la ópera Goyescas en 1915 a partir del material musical de la obra pianística.